# Tourisme en Corée du Sud

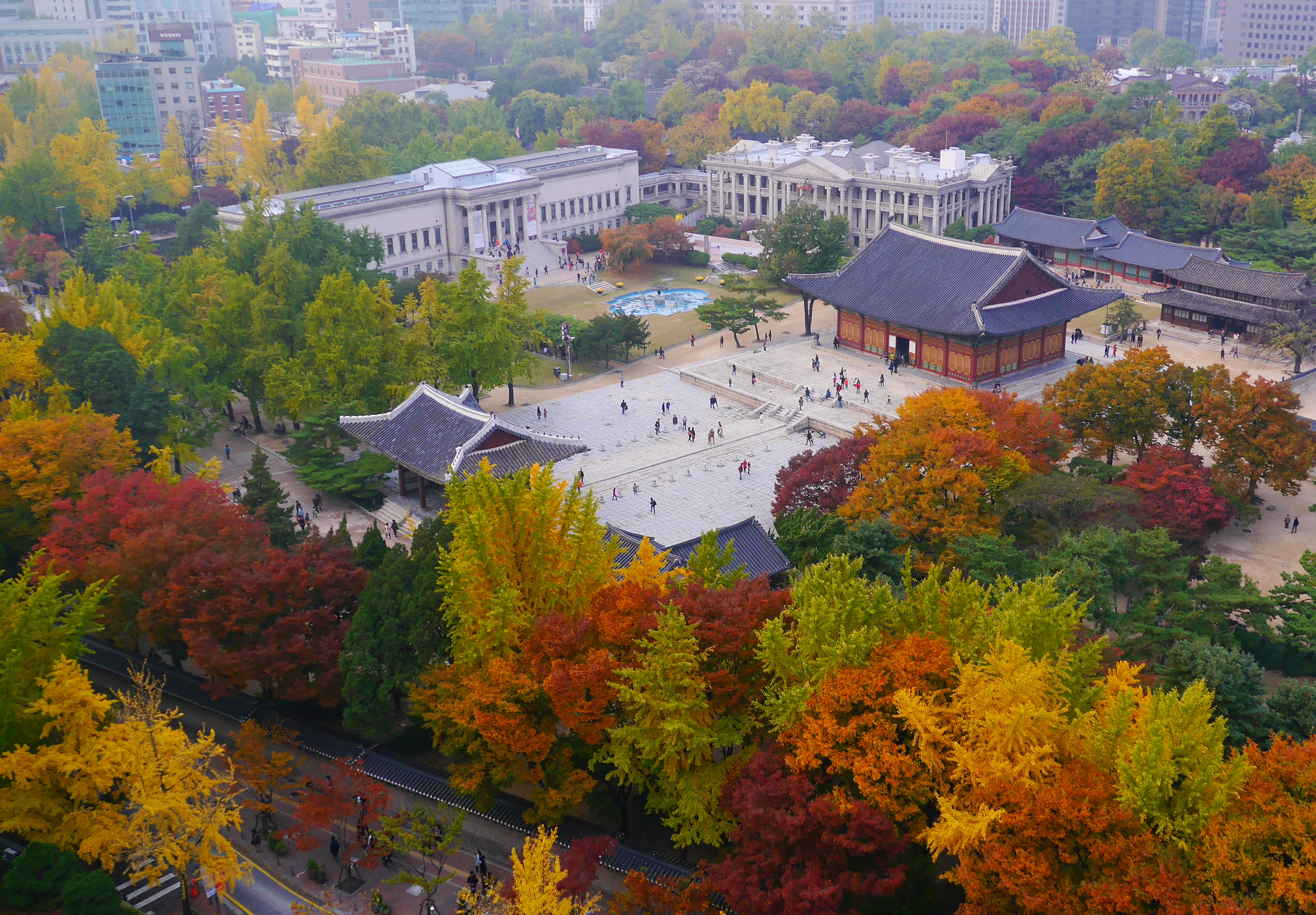
Le palais Deoksugung de Séoul, un monument prisé des touristes.

Le tourisme en Corée du Sud se développe de plus en plus. En 2012, 11.1 millions de touristes étrangers ont visité la Corée du Sud, ce qui en fait le 20e pays le plus visité au monde ; le chiffre en 2010 était de 8.5 millions. La plupart des touristes étrangers viennent du Japon, de Chine, de Taiwan et de Hong Kong. La popularité grandissante de la culture populaire contemporaine coréenne dans ces pays, la Korean Wave, a fait augmenter le nombre de touristes. Séoul est la principale destination touristique, mais d'autres destinations sont aussi populaires, comme le parc national de Seoraksan, la ville historique de Gyeongju et l'île subtropicale de Jeju-do. Il est normalement impossible de voyager en Corée du Nord sans permission spéciale, mais au cours des dernières années des voyages organisés ont permis à des groupes de citoyens sud-coréens de visiter les monts Kumgang.

## Principaux points d'entrée et formalités
La plupart des touristes arrivant en Corée du Sud n'ont pas besoin d'un visa.

### Air
- Aéroport international d'Incheon (ICN), Incheon
- Aéroport international de Gimhae (PUS), Busan

### Mer
- Port de Pusan

## Tourisme international et domestique
L'industrie du tourisme sud-coréenne est soutenue en grande partie par le tourisme domestique. Grâce au réseau ferroviaire et de bus important du pays, on peut faire un voyage aller-retour depuis une grande ville vers la plupart des villes dans la journée. Les touristes étrangers viennent pour la plupart des pays asiatiques voisins ; les touristes venus du Japon, de la Chine, de Hong Kong et de Taiwan représentent 75 % des touristes étrangers. De plus, la "vague coréenne" a augmenté le nombre de touristes venus d'Asie du Sud-Est et d'Inde. L'Organisation du Tourisme en Corée (Korea Tourism Organization, ou KTO) vise 100 000 touristes venus d'Inde d'ici à 2013.
Les touristes venus de l'international arrivent très souvent en Corée du Sud par l'aéroport international d'Incheon, près de Séoul, qui a été reconnu meilleur aéroport du monde en 2006. Les aéroports internationaux de Busan et de Jeju sont aussi fréquemment utilisés.

### Statistiques
| Année | Nombre de touristes internationaux arrivant en Corée du Sud |
| ----- | ----------------------------------------------------------- |
| 1970  | 173 335                                                     |
| 1980  | 976 415                                                     |
| 1990  | 2 958 839                                                   |
| 2000  | 5 321 792                                                   |
| 2005  | 6 022 752                                                   |
| 2008  | 6 890 841                                                   |
| 2009  | 7 817 533                                                   |
| 2010  | 8 797 658                                                   |
| 2011  | 9 794 796                                                   |
| 2012  | 9 190 000                                                   |
| 2013  | 10 653 913                                                  |
| 2014  | 12 619 342                                                  |
| 2015  | 13 231 651                                                  |

Nombre de touristes en Corée du Sud en 2015 par nationalité :
| Classement | Pays            | Nombre     |
| ---------- | --------------- | ---------- |
| 1          | Chine           | 4,712,133  |
| 2          | Japon           | 1,742,531  |
| 3          | USA             | 573,194    |
| 4          | Hong Kong       | 511,703    |
| 5          | Taïwan          | 504,233    |
| 6          | Thaïlande       | 305,953    |
| 7          | Malaisie        | 199,705    |
| 8          | Singapore       | 142,879    |
| 9          | Philippines     | 138,257    |
| 10         | Russie          | 121,380    |
|            | Total touristes | 10,135,489 |
|            | Total visiteurs | 13,231,651 |

En 2013, les voyages et le tourisme domestique et international représentent 26.7 trilliards de wons dans le PIB du pays, et maintiennent 617 500 emplois.

## Attractions touristiques

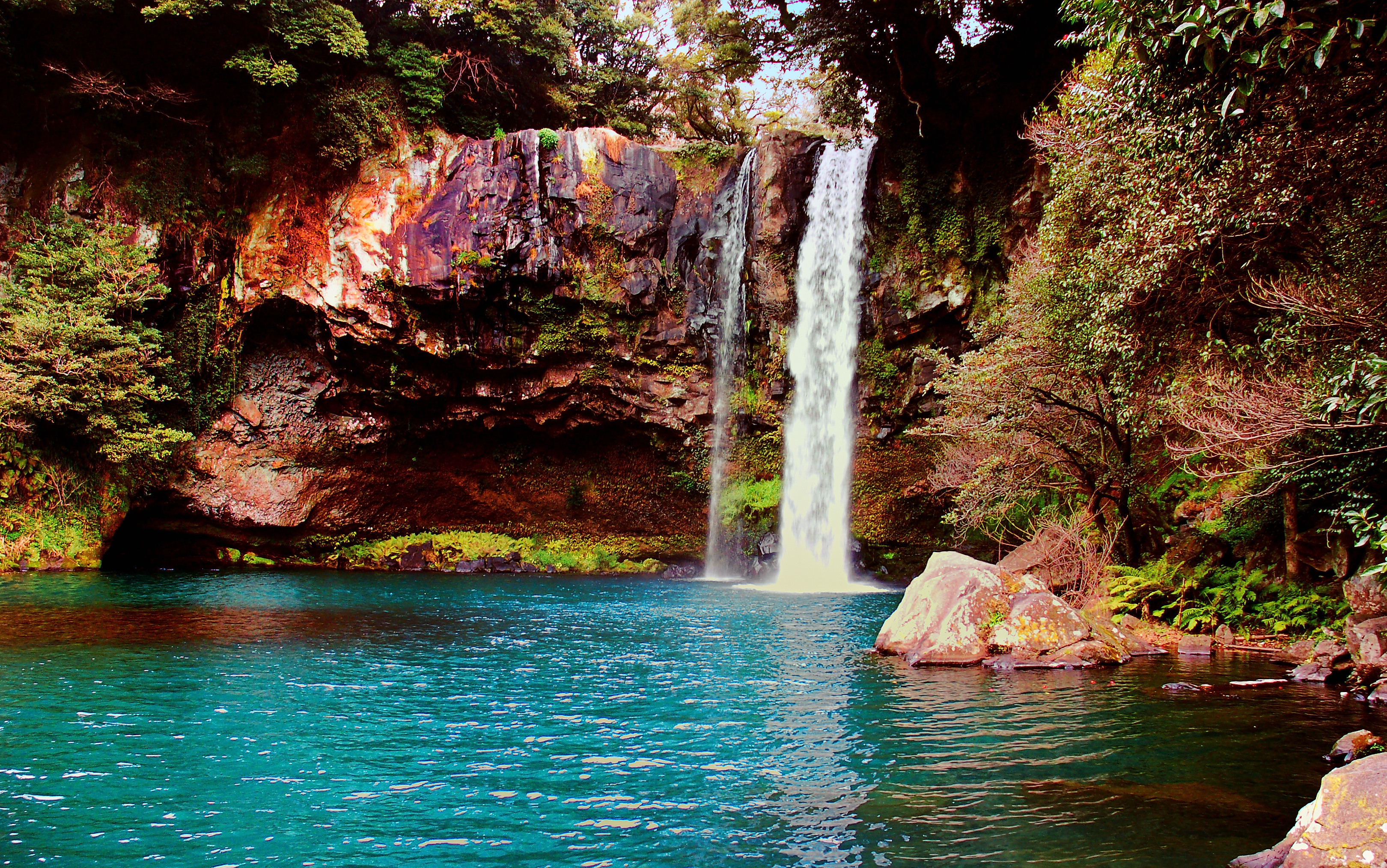
Cascade de Cheonjiyeon, sur l'île Jeju.

Parmi les sites touristiques historiques de Corée du Sud, on peut citer les capitales anciennes Séoul, Gyeongju et Buyeo.
Pour ce qui est des sites naturels, il y a par exemple les pics du Baekdudaegan comme Seoraksan et Jirisan, les cavernes de Danyang et Hwanseongul, et les plages de Haeundae et Mallipo.
Il y a beaucoup de petites îles, mis à part les îles Jeju. Les excursions par ferry sont relativement fréquentes ; elles peuvent suivre les côtes ouest et sud du pays, ou aller vers l'est et l'île de Ulleungdo. Il y a aussi un peu de tourisme (principalement domestique) sur les rochers Liancourt, qui s'est accru récemment en raison du statut politique des rochers.
Plusieurs districts organisent leurs propres festivals locaux, comme le festival de la boue de Boryeong et le festival de toréros de Cheongdo.
Des excursions sont également organisées pour visiter la zone coréenne démilitarisée (DMZ - demilitarized zone) à la frontière avec la Corée du Nord.

## Événements
La Corée du Sud a accueilli plusieurs évènements internationaux, comme les Jeux olympiques d'été de 1988, l'Exposition spécialisée de 1993 à Daejeon, la Coupe du monde de football de 2002 (coorganisée avec le Japon), la conférence de l'APEC en 2005, et le Sommet du G20 en 2010. De plus les Jeux olympiques d'hiver de 2018 se sont déroulés à Pyeongchang.

## Galerie

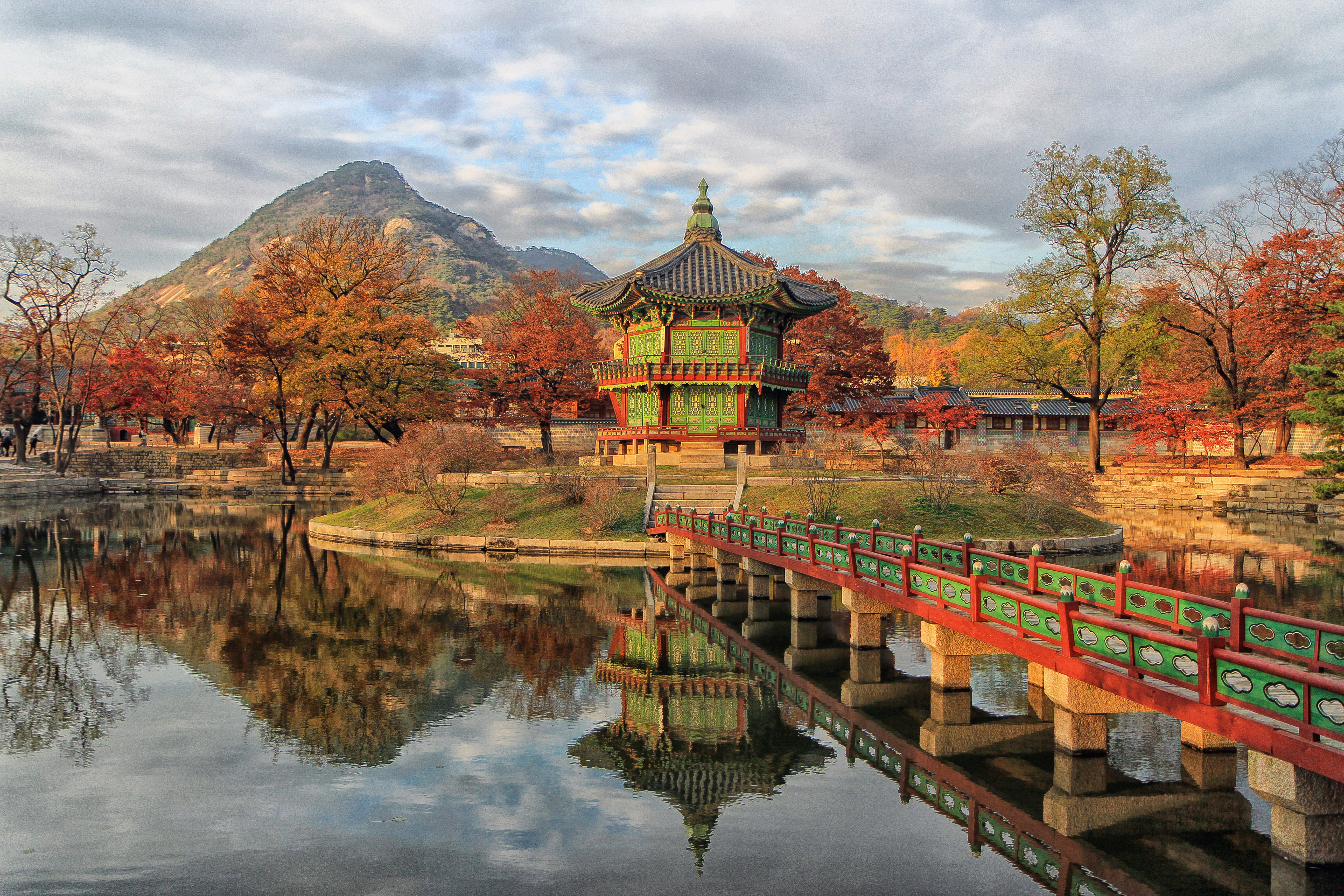
Pavillon Hyangwonjeong, Gyeongbokgung
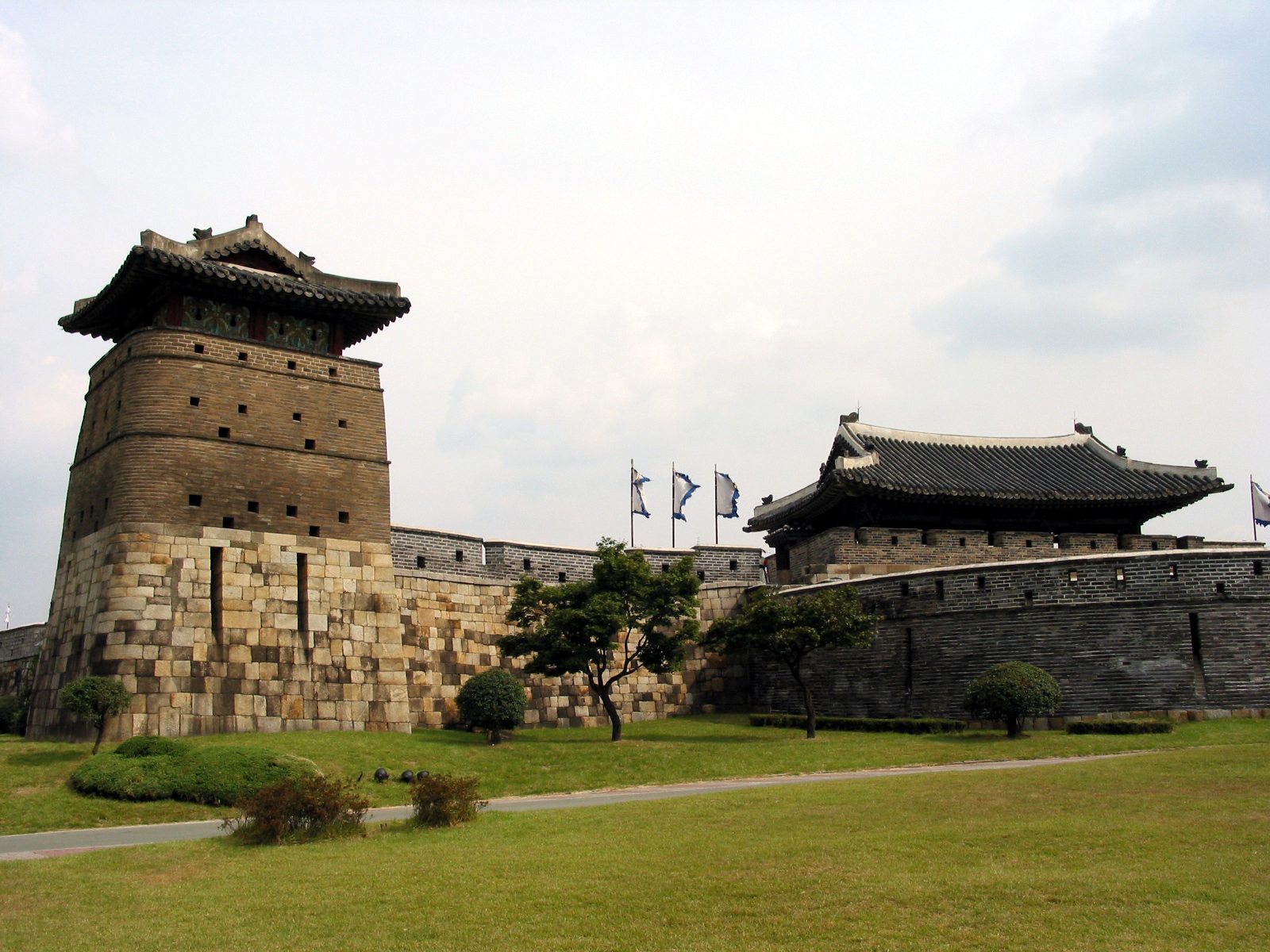
Forteresse de Hwaseong
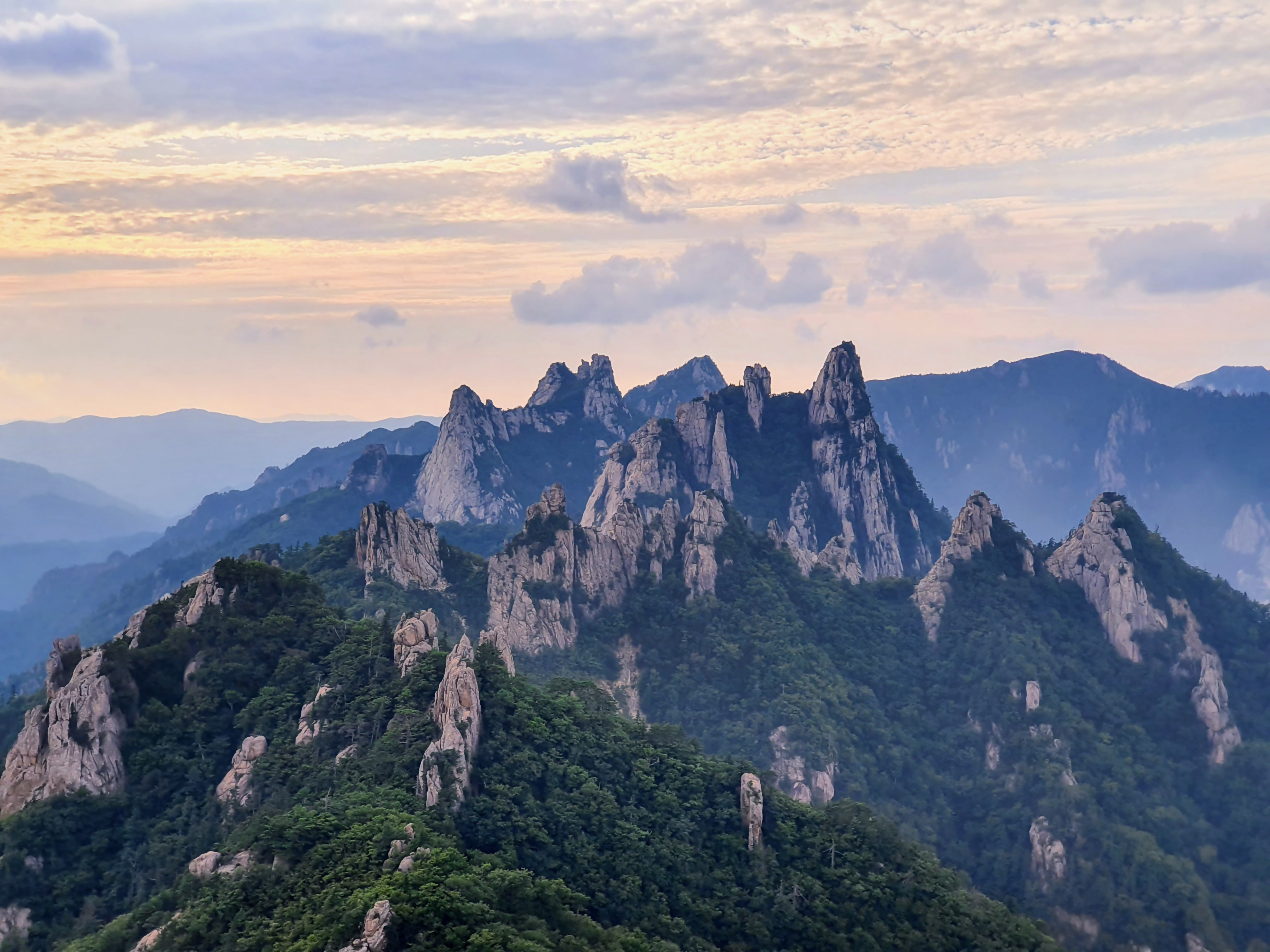
Seoraksan
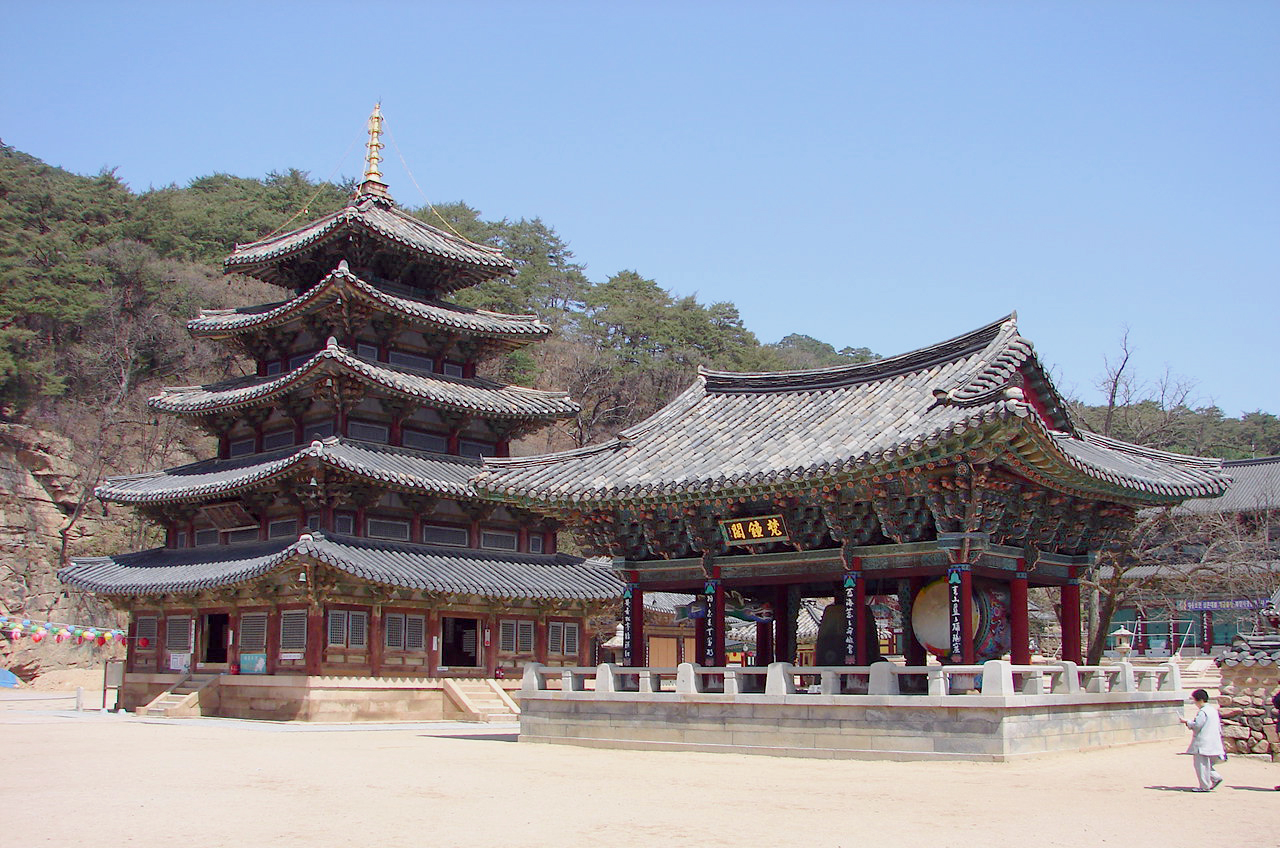
Temple de Beopju
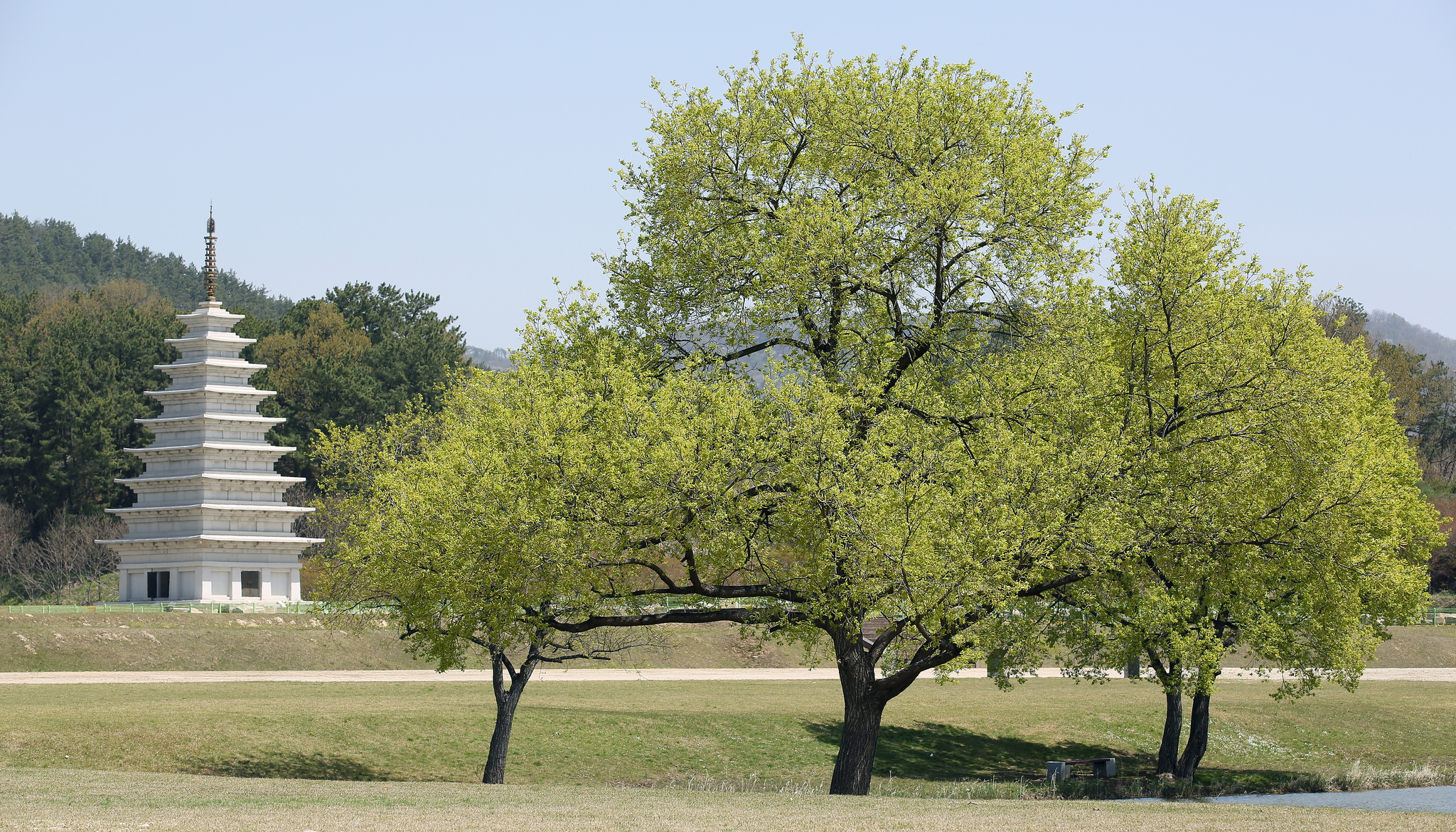
Mireuksa
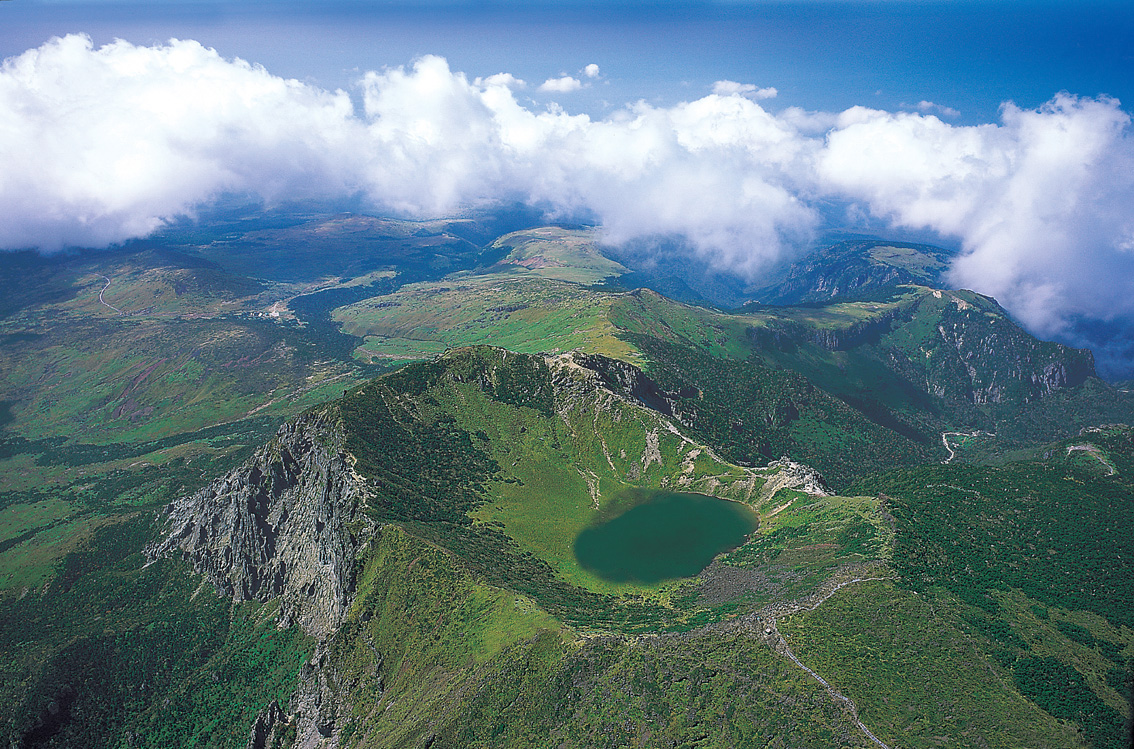
Hallasan